# Aethecerus regius
Aethecerus regius är en stekelart som beskrevs av Wesmael 1857. Aethecerus regius ingår i släktet Aethecerus och familjen brokparasitsteklar. Inga underarter finns listade i Catalogue of Life.